# Onze-Lieve-Vrouw-Hemelvaartkerk (Hofstade)

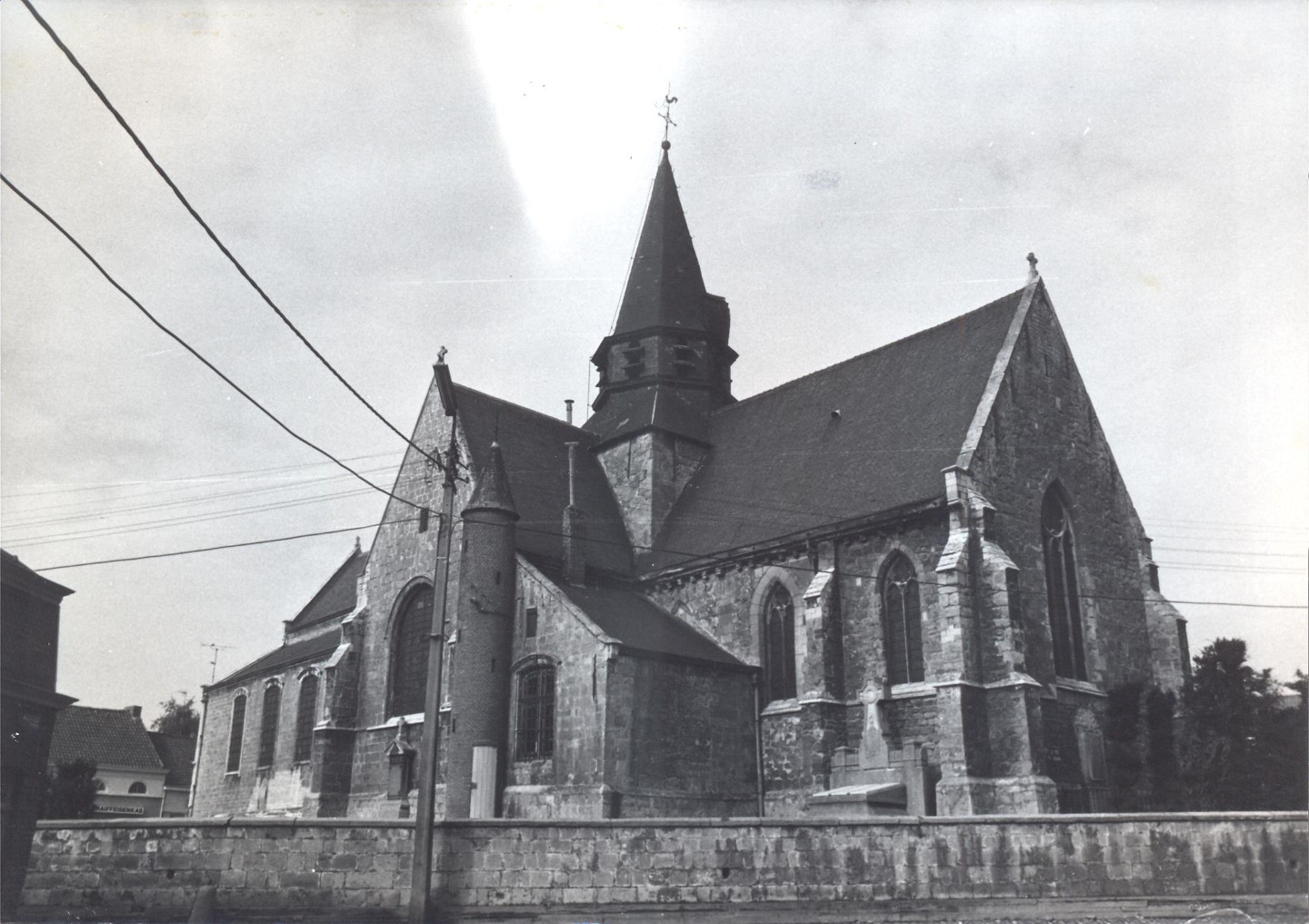
Onze-Lieve-Vrouw-Hemelvaartkerk in 1976

De Onze-Lieve-Vrouw-Hemelvaartkerk of Onze-Lieve-Vrouwekerk is de parochiekerk van het Belgische dorp Hofstade, gewijd aan Onze-Lieve-Vrouw. Ze kent een lange bouwgeschiedenis met twee belangrijke vergrotingen. Er bevindt zich waardevol meubilair en een aantal kunstvoorwerpen.

## Architectuur
De kerk bestaat uit het middenschip met twee zijbeuken van vijf traveeën, een vieringtoren, twee transeptarmen en een koor. Boven het uurwerk op de toren, staat het jaartal 1770. Aangebouwd zijn aan de zuidoostkant een traptoren, de zogenaamde Barbaratoren, in een hoek gevormd door een transeptarm. Tegen elke transeptarm is een sacristie gebouwd.
Het koor, het oudste gedeelte van de kerk in vroeg gotische stijl, gaat terug tot in de dertiende eeuw en werd in de vijftiende eeuw en later veranderd en uitgebreid. Uit de laatste periode dateren de transeptarmen en de toren. Het gebouw werd meermaals vernield door de Geuzen en ook door natuurgeweld liepen toren en dak meer dan eens schade op.
Een gedenksteen in de kerk uit 1749 herinnert aan een verbouwing van het koor en de afwerking van de zijbeuken.
In 1875 werd de kerk aanzienlijk vergroot en werd het koor in zijn oorspronkelijk vroeg-gotische stijl herbouwd. De zijbeuken en het middenschip bleven tot dan toe onder één bedaking.
De kerk werd een laatste maal vergroot in 1897. Hierbij verdwenen de restanten van de vroeg-gotische kerk: de vensterkruisen (monelen) van twee ramen en de schoren van de kroonlijst onder de goot. Bij de verbouwingen werd in de eenvoudige neogotische westgevel de gotische deuromlijsting uit de vijftiende eeuw hergebruikt.

## Interieur
Het kerkinterieur dateert midden achttiende eeuw en is voorzien van kwaliteitsvolle interieurelementen. De inrichting van het hoogkoor en de transeptarmen zijn eind negentiende eeuw aan de neogotische smaak aangepast. Er staan drie altaren, twee koorbanken (1898), zes biechtstoelen en een Van Peteghem-orgel (1762).
De preekstoel (1820) is een kunstwerk van Jan-Frans van Geel, en domineert de aanblik van het middenschip.
Omstreeks 1920 werd de kerk bevloerd met zwarte en witte marmeren vloertegels, met ster- en andere motieven.
Artistiek en historisch waardevol is het gotische eikenhouten beeld dat Christus met de rietstok voorstelt, daterend uit omstreeks 1420. In de sacristie worden enkele zeer waardevolle kunstschatten uit de zeventiende en achttiende eeuw en textielvoorwerpen bewaard.

## Het kerkhof
De kerk is omgeven door het oude kerkhof, beplant met enkele hulststruiken en sierlijk gesnoeide taxusbomen. Enkele merkwaardige historisch belangrijke oude grafzerken bleven bewaard. Ze staan opgesteld tegen de gevels. Aan de westelijke gevel hangen twee gedenkplaten ter herinnering aan de slachtoffers uit de Eerste Wereldoorlog. De zandstenen kerkhofmuur die volledig rond de kerk loopt, werd heropgebouwd in 1858. In 1950 werd de roepsteen aan de kerkhofmuur verplaatst om plaats te maken voor het oorlogsmonument ter herinnering aan de slachtoffers van beide wereldoorlogen. Het monument staat naast de vrijheidsboom, geplant ter herinnering aan de wapenstilstand in 1918. Kerk en kerkhofmuur zijn sinds 1974 samen een monument beschermd.